# دوره دهم مجلس نمایندگان افغانستان
دوره دهم مجلس نمایندگان افغانستان در سال ۱۳۳۷ گشایش یافت و در سال ۱۳۳۹ این دوره مجلس به پایان رسید.

## اقدامات
جلسه عمومی مجلس شورای ملی در تاریخ ۷ جوزا (خرداد) ۱۳۳۷ تشکیل جلسه داد و به منظور بهبود امور تقنینی، کمیسیون‌های هفتگانه زیر را تصویب نمود:
- کمیسیون وضع تغییر و تعبیر قوانین امور داخله، قبال و سمع شکایات (۲۵ عضو).
- کمیسیون امور مالی بودجه و تجارت (۳۰ عضو).
- کمیسیون امور خارجه (۱۲ عضو).
- کمیسیون اداری وزارت عدلیه (۱۲ عضو).
- کمیسیون امور وزارت دفاع ملی (۱۲ عضو).
- کمیسیون معارف صحیه و مطبوعات (۱۲ عضو).
- کمیسیون فواید عامه، زراعت، معادن و صنایع (۱۳ عضو).

### مصوبات
برخی از مصوبات تصویب شده در دوره دهم مجلس نمایندگان افغانستان:
- تصویب و تدقیق بودجه سال ۱۳۳۸ وزارت‌های صحیه، تجارت، مالیه و ریاست انکشاف (توسعه) دهات.
- تصویب راجع به اصولنامه، ترفیع، تقاعد و استخدام مأمورین ملکی.
- تصویب راجع به اوقات مرافعه خواهی مطابق به اصولنامهٔ محاکم عدلی
- اصولنامه فروش اموال دولتی

## هیئت اداری
در این دوره مجلس نمایندگان اعضای هیئت رئیسه را انتخاب کردند.
رئیس: محمد نوروز خان
معاون اول: محمد اسماعیل علم نماینده مرکز کابل
معاون دوم: ولی محمد رحیمی نماینده آقچه
منشی اول: محمد رحیم شیدا نماینده مرکز میمنه
منشی دوم: غلام دستگیر نماینده مردم جبل السراج